# Sueno's Stone

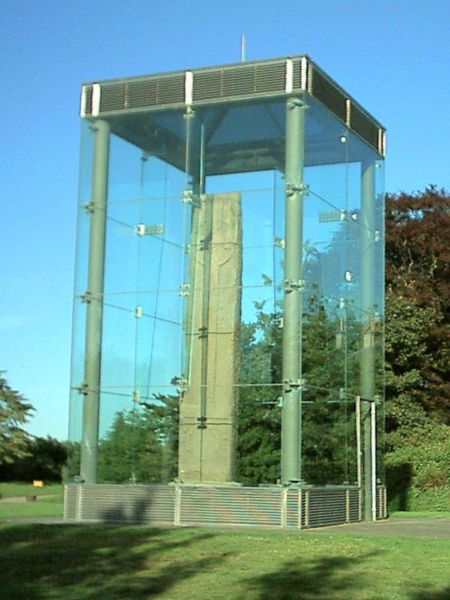
De Sueno's Stone in de vitrine.

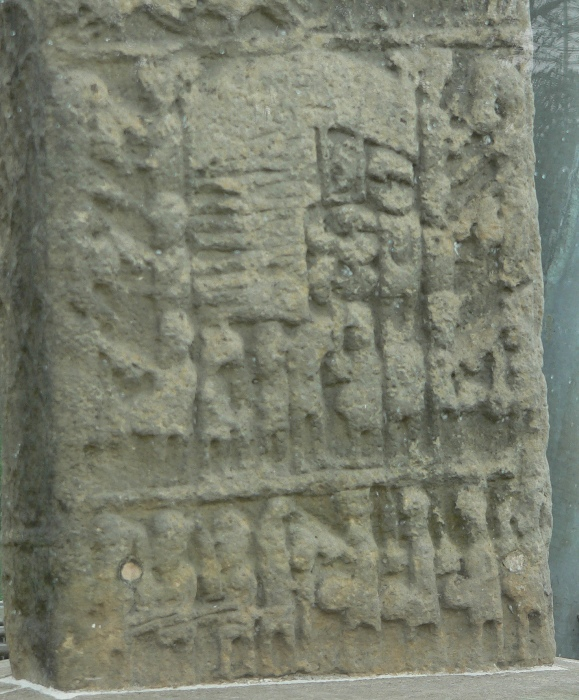
Paneel 3: soldaten om een broch (?) of brug (?), paneel 4: vertrekkende soldaten.

De Sueno's Stone is een Pictische steen uit de negende eeuw van 6,5 meter hoog, staand in Forres in de Schotse regio Moray. Het is de grootste Pictische steen die in Groot-Brittannië gevonden is.

## Beschrijving
De Sueno's Stone is een klasse III Pictische steen, daterende uit de negende eeuw. C14-datering geeft een periode van 600 tot 1000. De steen werd ontdekt in de achttiende eeuw. Op de ene zijde staat een groot kruis, met onderaan twee figuren die zich buigen over een derde figuur, terwijl twee figuren op de achtergrond te zien zijn. Op de andere zijde zijn in vier panelen scènes uitgehakt van een grote strijd.
Het eerste en bovenste paneel toont rijen van mannen te paard. Het tweede paneel toont voetsoldaten met zwaarden en speren. Het derde paneel toont stapels van onthoofde lichamen, afgehakte hoofden en rijen van soldaten, boogschutters en mannen te paard om iets heen wat misschien een broch of brug is. Het vierde paneel toont soldaten die het slagveld verlaten.
Ook de smalle zijkanten zijn versierd, voornamelijk met gebladerte en bloemmotieven, al zijn er ook kleine menselijke figuren te onderscheiden.
De steen draagt geen enkele inscriptie.
De steen is in in de 20e eeuw in een glazen vitrine geplaatst ter bescherming tegen erosie en graffiti.

## Interpretatie
Het is niet zeker welk gevecht de steen uitbeeldt. De stijl, waarin de steen gemaakt is, toont Pictische, Ierse en Northumbriaanse invloeden. Dit wijst erop dat de steen gemaakt is in de negende of tiende eeuw. In deze periode zijn drie belangrijke gevechten bekend. De steen zou de slag kunnen herdenken waarin de Schotten onder leiding van Kenneth MacAlpin de Picten versloegen, halverwege de negende eeuw.
Een andere mogelijkheid is dat de steen een gevecht uitbeeldt tussen een plaatselijke gezamenlijke macht van Schotten en Picten, die streden tegen een leger van Vikingen, eind negende eeuw of begin tiende eeuw. Het grote pictische fort bij Burghead werd rondom die tijd vernietigd. Volgens traditie werden de Vikingen aangevoerd door ene Sueno, vandaar de naam die aan de steen werd gegeven.
Een laatste mogelijkheid is dat de steen de slag bij Forres in 966 uitbeeldt, waarbij Dubh van Schotland sneuvelde, gedood door mannen uit Moray. Na de slag zou het lichaam van de koning onder de brug van Kinloss hebben gelegen; onderaan de steen is een vreemde ronde boog te onderscheiden, die wellicht die brug voorstelt.

## Beheer
De Sueno's Stone wordt beheerd door Historic Scotland.